# Andrej Jur'evič Sokolov
Andrej Jur'evič Sokolov (in russo Андрей Юрьевич Соколов?; Vorkuta, 20 marzo 1963) è uno scacchista francese di origine russa (sovietico fino al 1991), Grande maestro. È noto come Andrei Sokolov nei paesi occidentali.
Imparò gli scacchi da suo padre, un ufficiale dell'esercito sovietico. A 12 anni cominciò a frequentare una scuola di scacchi di Mosca presso il circolo Trud, dove ebbe come primo istruttore Vladimir Yurkov.
Aleksej Stepanovič Suėtin, istruttore Senior in quel circolo, seguiva attentamente i suoi progressi e lo descrisse come «un giocatore pragmatico [...] con grande capacità di concentrazione, privo di ogni impulsività e molto tenace nel perseguire i suoi obiettivi».
Nei primi anni Ottanta emerse come una meteora nel panorama scacchistico mondiale. Nel 1981 vinse il campionato sovietico giovanile, e l'anno successivo il Campionato del mondo juniores di Copenaghen.  Nel 1984 vinse il 51º Campionato sovietico a Leopoli e ottenne il titolo di Grande maestro.
Partecipò con la nazionale sovietica alle olimpiadi di Salonicco 1984 e Dubai 1986, vincendo la medaglia d'oro di squadra in entrambe. Nel 1985 vinse con la squadra sovietica il primo Campionato del mondo a squadre di Lucerna.
Nel ciclo di qualificazioni per il Campionato del mondo del 1987 arrivò fino alla finale dei candidati con le seguenti tappe:
- nel 1985 si classifica terzo nel Torneo interzonale di Bienne, accedendo al torneo dei candidati (erano ammessi i primi quattro)
- nel torneo dei candidati di Montpellier 1985/86 vince alla pari con Artur Jusupov e Rafael Artëmovič Vaganjan, accedendo ai match dei candidati
- vince a Minsk il match dei quarti di finale con Vaganian (6 - 2)
- vince a Riga il match di semifinale con Jusupov (7 ½ - 6 ½)

Nella finale dei candidati di Linares venne però nettamente battuto da Anatolij Evgen'evič Karpov per 3 ½ - 7 ½.
Nel 1987 (primo e secondo semestre) raggiunse il 3º-4º posto (alla pari con Jusupov) nella lista dell'Elo mondiale con 2645 punti, dopo Kasparov e Karpov.
Nel successivo ciclo di qualificazioni per il campionato del mondo il suo stato di forma parve in declino. Nel torneo dei candidati del 1988 a Saint John in Canada perse nel match del primo turno contro Kevin Spraggett.
Tornò al successo vincendo il forte torneo open di Mosca del 1990, precedendo tra gli altri Michail Nechem'evič Tal', Vaganian, Aleksej Borisovič Vyžmanavin e Michail Krasenkov.
Nel 2000 emigrò in Francia, acquisendo la nazionalità francese. Nel 2003 fu = 1º- 3º con Joël Lautier e Étienne Bacrot al Campionato francese di Aix-les-Bains, ma Bacrot vinse il titolo negli spareggi.
Partecipò con la Francia alle olimpiadi di Bled 2002 e Torino 2006, e al Campionato europeo a squadre del 2003 a Plovdiv.
Nel 2010 vince l'Open Internazionale di Metz con 7 punti su 9.